# Mayan Temples
Mayan Temples è il settantunesimo album discografico del musicista jazz statunitense Sun Ra registrato nel 1990 a Milano in Italia e pubblicato dalla Black Saint nel medesimo anno.

## Il disco
Nella recensione all'album presente su AllMusic, Scott Yanow assegna all'album 4½ stellette definendolo: "Uno dei migliori album del Sun Ra degli ultimi anni, particolarmente raccomandato per i molti e pregevoli assoli di Ra alla tastiera e di John Gilmore al sax...".

## Tracce
Tutti i brani sono opera di Sun Ra, eccetto dove indicato diversamente:
1. Dance of the Language Barrier – 3:58
2. Bygone – 5:15
3. Disciple No. 1 – 4:57
4. Alone Together – 7:02 (testo: Howard Dietz, Arthur Schwartz)
5. Prelude to Stargazers – 5:17
6. Mayan Temples – 7:40
7. I'll Never Be the Same – 4:57 (testo: Gus Kahn, Matty Malneck, Frank Signorelli)
8. Stardust from Tomorrow – 3:38
9. El Is a Sound of Joy – 5:26
10. Time After Time – 4:21 (testo: Sammy Cahn, Jule Styne)
11. Opus in Springtime – 6:41
12. Theme of the Stargazers – 14:09
13. Sunset on the Nile – 5:42

## Formazione
- Sun Ra - pianoforte, sintetizzatore
- Michael Ray, Ahmed Abdullah - tromba, voce
- Tyrone Hill - trombone
- Marshall Allen - sax alto, flauto
- Noel Scott - sax alto
- John Gilmore - sax tenore, timbales
- James Jacson - fagotto, "antica batteria egizia dell'infinito"
- Ronald Wilson - sax tenore
- Carl LeBlanc - chitarra elettrica
- Jothan Callins - contrabbasso, basso elettrico
- Clifford Barbaro, Earl "Buster" Smith - batteria
- Ron McBee - conga, percussioni
- Jorge Silva - percussioni
- Elson Nascimento - surdo, percussioni
- June Tyson - voce